# Desencontro de Gerações
Desencontro de Gerações é um talk show brasileiro, produzido pelo GNT, apresentado por Heloísa Périssé e Luisa Périssé com direção de Letícia Prisco. Estreou em 27 de setembro de 2024 no Globoplay e no canal pago.

## Formato
No programa, Heloísa e Luisa convidam pessoas de diversas gerações para discutir temas como comunicação, carreira e as tradições entre pais e filhos.

## 1º Temporada (2024)
| Episódio | Título                            | Entrevistada                                   | Exibição Original      |
| -------- | --------------------------------- | ---------------------------------------------- | ---------------------- |
| 1        | Fala que Eu Te Escuto             | Déa Lúcia e Juliana Amaral                     | 27 de setembro de 2024 |
| 2        | Filho de Peixe quer Ser Peixinho? | Lúcio Mauro Filho e Antônio Bento              | 4 de outubro de 2024   |
| 3        | Férias dão Trabalho               | Tadeu Schmidt e Valentina Schmidt              | 11 de outubro de 2024  |
| 4        | Eu, Vocês e Nós                   | Raphael Vicente, Luciene Elias e Maria Antonia | 18 de outubro de 2024  |
| 5        | As Mentiras Que Eles Contam       | Pequena Lô e Rosemary                          | 25 de outubro de 2024  |
| 6        | O Que É Seu, É Nosso              | Ludmillah Anjos e Lícia Anjos                  | 1 de novembro de 2024  |
| 7        | Você Não É Todo Mundo             | Thardelly Lima e Lucia Lima                    | 8 de novembro de 2024  |
| 8        | A Sua Casa É Nossa                | Thati Lopes e Galo                             | 15 de novembro de 2024 |
| 9        | Quem Cuida De Quem Cuidou?        | Luís Miranda e Luzia Miranda                   | 22 de novembro de 2024 |
| 10       | Era Pra Rir?                      | Ingrid Guimarães e Sônia Angel                 | 29 de novembro de 2024 |